# Agar (Dakota del Sur)
Agar es un pueblo ubicado en el condado de Sully en el estado estadounidense de Dakota del Sur. En el Censo de 2010 tenía una población de 76 habitantes y una densidad poblacional de 181,13 personas por km².

## Geografía
Agar se encuentra ubicado en las coordenadas 44°50′21″N 100°4′24″O / 44.83917, -100.07333. Según la Oficina del Censo de los Estados Unidos, Agar tiene una superficie total de 0.42 km², de la cual 0.42 km² corresponden a tierra firme y (0%) 0 km² es agua.

## Demografía
Según el censo de 2010, había 76 personas residiendo en Agar. La densidad de población era de 181,13 hab./km². De los 76 habitantes, Agar estaba compuesto por el 98.68% blancos, el 0% eran afroamericanos, el 0% eran amerindios, el 0% eran asiáticos, el 0% eran isleños del Pacífico, el 0% eran de otras razas y el 1.32% pertenecían a dos o más razas. Del total de la población el 1.32% eran hispanos o latinos de cualquier raza.